# Pierre Graber
Pour les articles homonymes, voir Graber.
Pierre Graber, né le 6 décembre 1908 à La Chaux-de-Fonds (originaire du même lieu et de Langenbruck) et mort le 19 juillet 2003 à Lausanne, est un homme politique suisse, membre du Parti socialiste. Il est conseiller fédéral de 1970 à 1978 et président de la Confédération en 1975.

## Biographie
Pierre Graber naît le 6 décembre 1908 à La Chaux-de-Fonds. Il est originaire de la même ville et de Langenbruck, dans le canton de Bâle-Campagne. Il est le fils d’Ernest-Paul Graber (1875-1956), conseiller national de 1912 à 1943, et de la militante féministe Blanche Vuilleumier.
Il étudie le droit et les sciences commerciales à l'université de Neuchâtel et à celle de Vienne et obtient une licence en 1931,. Pendant ses études, il est membre fondateur, en 1925, des jeunesse socialistes de Neuchâtel. En 1933, après un stage à La Chaux-de-Fonds, il s'établit comme avocat à Lausanne.
Retiré à Savigny (Vaud) puis à Lausanne, Pierre Graber donne son opinion en d'importantes occasions comme la tentative avortée d'adhérer à l'ONU en 1986. Il meurt le 19 juillet 2003 à Lausanne.

## Parcours politique

### Niveaux communal et cantonal
Membre du Parti socialiste, Pierre Graber se montre intransigeant avec les communistes dès les années 1930, contrairement à de nombreux socialistes vaudois qui sont proches du genevois Léon Nicole, qui a des sympathies pour l'Union soviétique.
Il est élu en 1934 au Conseil communal de Lausanne, l'organe législatif communal, et y siège jusqu'en 1945. Parallèlement, il est également député au Grand Conseil du canton de Vaud de 1937 à 1946.
En 1946, il entre à la municipalité de Lausanne et, en tant que syndic, dirige la majorité de gauche réunissant le Parti socialiste et le Parti ouvrier et populaire. Lorsque la droite recouvre sa majorité en 1949, il perd la syndicature, mais reste conseiller municipal chargé des finances et des sports jusqu'en 1962. Pendant son mandat à la municipalité lausannoise, il représente la ville au comité de l'Union des villes suisses. Il est également président du Lausanne-Sports de 1950 à 1956. De 1949 à 1962, Pierre Graber préside également le Parti socialiste vaudois, à un moment charnière où les ouvriers perdent de l'influence au sein du parti au profit des fonctionnaires et des employés.
En 1962, il est élu au Conseil d'État, le gouvernement du canton de Vaud et y siège jusqu'à son élection au Conseil fédéral en 1969. Il dirige le Département des finances et préside le Conseil d'État en 1968. Dans le cadre de cette fonction, il siège également au comité directeur de l'Exposition nationale suisse de 1964.

### Conseiller national
Pierre Graber siège au Conseil national, la chambre basse de l'Assemblée fédérale, de juin 1942 à juin 1962 et de décembre 1963 à décembre 1969. Il en est le président en 1966 et dirige également le groupe parlementaire socialiste de 1967 à 1969.
Il siège à la Commission des affaires étrangères. Il est vice-président de la Commission d'enquête parlementaire sur l'affaire de l’acquisition jugée trop coûteuse des avions Mirage par l’armée suisse. Il milite en faveur du droit à l’instruction. Il appartient également à la Commission des sages créée en vue de régler la question jurassienne. De 1965 à 1969, il siège également au comité suisse de l'organisation de protection de la nature WWF.

## Conseil fédéral
Pierre Graber est élu au Conseil fédéral le 10 décembre 1969 par 188 voix sur 221 bulletins valables (81e conseiller fédéral de l'histoire[réf. nécessaire]), succédant à son camarade de parti Willy Spühler (1902-1990). Il est chargé de diriger le Département fédéral des affaires étrangères, nommé alors Département politique fédéral, à compter du 1er février 1970. Il est président de la Confédération en 1975 et quitte ses fonctions le 31 janvier 1978.
En 1970, le Corps suisse d'aide en cas de catastrophe est créé et il intervient pour la première fois en Afrique en 1973. Une nouvelle loi sur la coopération au développement est également élaborée pendant son mandat. Au vu des critiques, il doit en revanche renoncer à son projet d'engager le journaliste Roger Nordmann (1919-1972) comme responsable de la communication du département.
Il doit faire face à l'attaque d'un avion Swissair à Zarka (Jordanie) par des membres du Front populaire de libération de la Palestine (FPLP) en 1970. Dans ce contexte, en 1970, il aurait pris contact, par le truchement de Jean Ziegler et à l'insu des autres membres du Conseil fédéral avec le chef de la politique étrangère de l’Organisation de libération de la Palestine (OLP), Farouk Kaddoumi. Un accord officieux, dont les autres membres du gouvernement suisse n’ont pas été informés, aurait été trouvé. Selon les termes de celui-ci, la Suisse doit rester épargnée par le terrorisme palestinien mais s’engage à soutenir l’OLP dans ses efforts pour sa reconnaissance diplomatique auprès du siège des Nations unies à Genève. Dans la foulée, la Suisse renonce à porter plainte contre un suspect palestinien de l’attentat contre le vol Swissair 330 à Würenlingen. Cet accord officieux a été tenu secret jusqu’en 2016, date à laquelle Jean Ziegler a rendu public son rôle de facilitateur. Cette version a été vivement mise en doute par deux anciens délégués du Comité international de la Croix Rouge (CICR), Michel Barde et Marcel Boisard, qui avaient participé aux difficiles et dangereuses négociations pour la libération des passagers otages de Zarka, puis pour porter assistance aux victimes de la guerre civile qui suivit, passée dans l’histoire sous le nom de « Septembre noir » (Ayoul Elesouad).
En tant que président du Comité des ministres du Conseil de l'Europe, il pose la première pierre du Palais de l'Europe à Strasbourg le 15 mai 1972. Il obtient du parlement la ratification de la Convention européenne des droits de l'homme en 1974. Le 1er août 1975, il signe l'Acte final de la Conférence sur la sécurité et la coopération en Europe (CSCE) à Helsinki. En 1976, il signe la Charte sociale européenne qui ne sera toutefois jamais ratifiée par l'Assemblée fédérale.
À son initiative, la Suisse reconnaît la Corée du Nord et le Nord-Viêt Nam. Graber préside la conférence diplomatique qui conduit à l'adoption des protocoles additionnels aux conventions de Genève en 1977. Il joue aussi un rôle dans la conclusion d'un accord de libre-échange avec la Communauté économique européenne (CEE). Enfin, la Suisse ratifie le traité sur la non-prolifération des armes nucléaires sous son impulsion.
Ses positions réformistes et favorables à la concordance l'ont parfois placé en opposition avec l'aile gauche de son propre parti,. Pendant son mandat de Conseiller fédéral, il mène une politique davantage axée sur le multilatéralisme que celle de ses prédécesseurs. Cette politique lui vaut l'hostilité de l'extrême-droite et d'une partie de la droite, notamment de certains radicaux alémaniques. Au niveau personnel, son orgueil, son style caustique et son ironie ne suscitent pas toujours la sympathie, ce qui expliquerait notamment son mauvais score lors de sa réélection en 1971,,.

## Publications
- Pierre Graber, Mémoires et réflexions, Lausanne, éd. 24 heures, 1992.